# Xuan Nu
Xuan Nu (chino: 玄女, pinyin: Xuán Nǚ, "la Mujer Negra" o "la Mujer Misteriosa") se apareció, según la mitología china, al Emperador Amarillo durante la guerra entre éste y Chi You y le ayudó a vencer.
Después de enfrentarse nueve veces en una guerra cíclica contra Chi You sin que ninguno de ellos resultara vencedor, el Emperador Amarillo se retiró al monte Tai, que quedó oscurecido por la niebla durante tres días. Entonces apareció Xuan Nu, que tenía cabeza de persona y cuerpo de ave, y se arrodilló ante el Emperador, comunicándole una estrategia para ganar la guerra.
Esta historia se narra en el capítulo Preguntas del Emperador Amarillo a Xuan Nu del Taiping Yulan (太平御览, 太平御覽, Tàipíng yùlǎn, "Libro Imperial del periodo de la Paz Universal") recopilado por Li Fang durante la dinastía Song.
- Datos: Q3270626
- Multimedia: Jiutian Xuannü / Q3270626